# E-Prix de Punta del Este de 2014

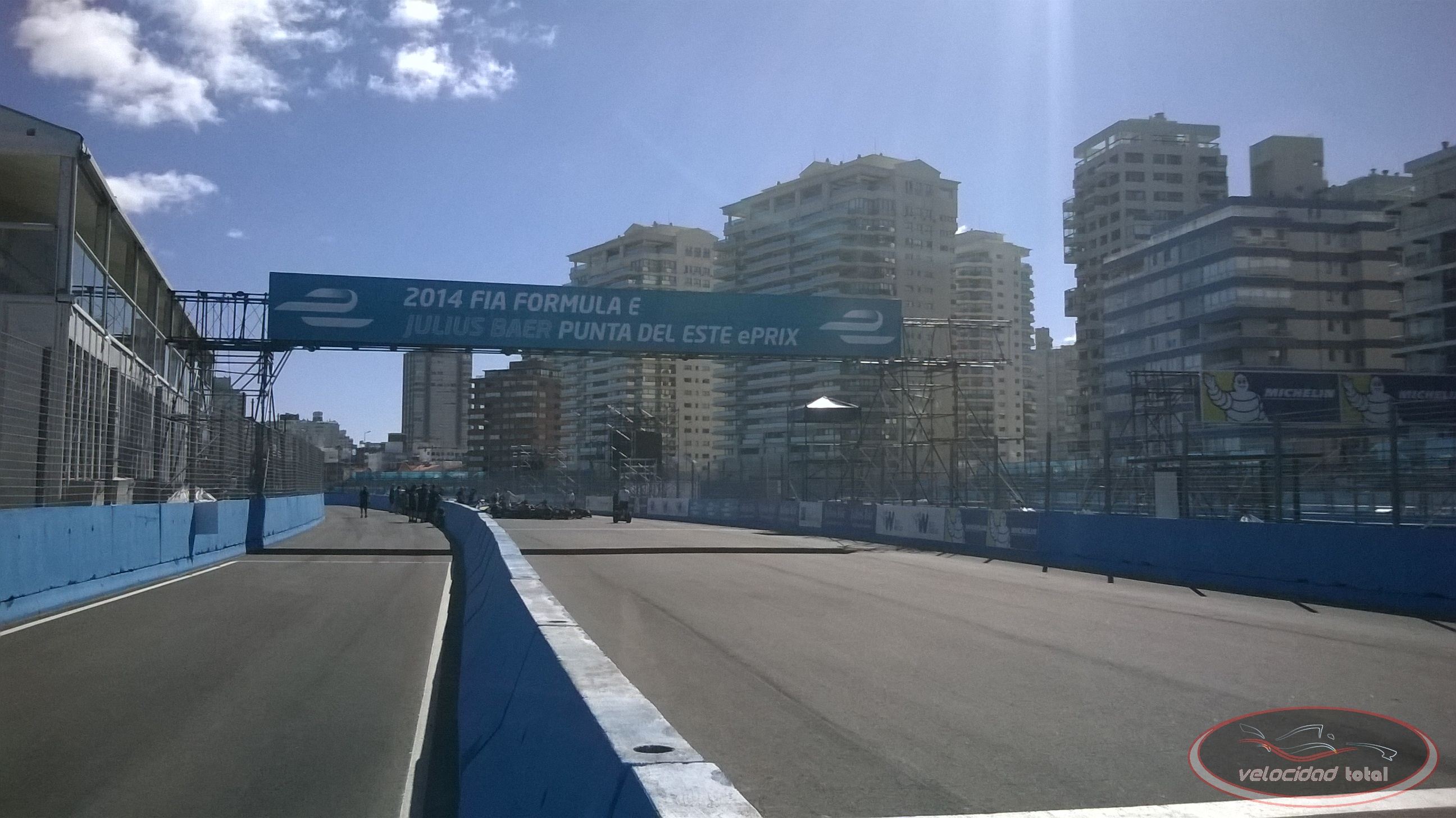
El Punta del Este ePrix de 2014 fue la primera carrera de la historia de la categoría en América.

El Punta del Este ePrix de 2014, oficialmente 2014 FIA Formula E Julius Baer Punta del Este ePrix, fue una carrera de monoplazas eléctricos del campeonato de la FIA de Fórmula E que transcurrió el 13 de diciembre de 2014 en el circuito callejero de Punta del Este en Punta del Este, Uruguay. Fue la tercera carrera en la historia de este campeonato de monoplazas eléctricos y la primera en arribar a América.

## Entrenamientos libres

### Primeros libres
| Pos. | N.º | Piloto                 | Equipo          | Tiempo   | Diferencia | Vueltas |
| ---- | --- | ---------------------- | --------------- | -------- | ---------- | ------- |
| 1    | 8   | Nicolas Prost          | e.dams Renault  | 1:16.696 |            | 20      |
| 2    | 66  | Daniel Abt             | Audi Sport ABT  | 1:16.828 | +0.132     | 21      |
| 3    | 7   | Jérôme d'Ambrosio      | Dragon Racing   | 1:16.959 | +0.263     | 16      |
| 4    | 9   | Sébastien Buemi        | e.dams Renault  | 1:17.192 | +0.496     | 24      |
| 5    | 30  | Stéphane Sarrazin      | Venturi         | 1:17.222 | +0.526     | 24      |
| 6    | 27  | Jean-Éric Vergne       | Andretti        | 1:17.395 | +0.699     | 23      |
| 7    | 10  | Jarno Trulli           | Trulli          | 1:17.581 | +0.885     | 19      |
| 8    | 21  | Bruno Senna            | Mahindra Racing | 1:17.628 | +0.932     | 24      |
| 9    | 28  | Matthew Brabham        | Andretti        | 1:17.675 | +0.979     | 20      |
| 10   | 5   | Karun Chandhok         | Mahindra Racing | 1:17.999 | +1.303     | 21      |
| 11   | 6   | Oriol Servià           | Dragon Racing   | 1:18.013 | +1.317     | 21      |
| 12   | 55  | António Félix da Costa | Amlin Aguri     | 1:18.275 | +1.579     | 19      |
| 13   | 23  | Nick Heidfeld          | Venturi         | 1:18.319 | +1.623     | 18      |
| 14   | 88  | Antonio García         | China Racing    | 1:18.504 | +1.808     | 28      |
| 15   | 99  | Nelson Piquet Jr       | China Racing    | 1:18.713 | +2.017     | 25      |
| 16   | 11  | Lucas Di Grassi        | Audi Sport ABT  | 1:19.058 | +2.362     | 21      |
| 17   | 2   | Sam Bird               | Virgin Racing   | 1:19.611 | +2.915     | 21      |
| 18   | 3   | Jaime Alguersuari      | Virgin Racing   | 1:19.791 | +3.095     | 26      |
| 19   | 18  | Michela Cerruti        | Trulli          | 1:20.358 | +3.662     | 19      |
| 20   | 77  | Salvador Durán         | Amlin Aguri     | 1:22.751 | +6.055     | 18      |

### Segundos libres
| Pos. | N.º | Piloto                 | Equipo          | Tiempo   | Diferencia | Vueltas |
| ---- | --- | ---------------------- | --------------- | -------- | ---------- | ------- |
| 1    | 3   | Jaime Alguersuari      | Virgin Racing   | 1:15.930 |            | 13      |
| 2    | 11  | Lucas Di Grassi        | Audi Sport ABT  | 1:16.075 | +0.145     | 21      |
| 3    | 30  | Stéphane Sarrazin      | Venturi         | 1:16.548 | +0.618     | 13      |
| 4    | 8   | Nicolas Prost          | e.dams Renault  | 1:16.548 | +0.618     | 16      |
| 5    | 9   | Sébastien Buemi        | e.dams Renault  | 1:16.600 | +0.670     | 14      |
| 6    | 99  | Nelson Piquet Jr       | China Racing    | 1:16.689 | +0.759     | 11      |
| 7    | 6   | António Félix da Costa | Amlin Aguri     | 1:16.716 | +0.786     | 7       |
| 8    | 7   | Jérôme d'Ambrosio      | Dragon Racing   | 1:17.006 | +1.076     | 11      |
| 9    | 23  | Nick Heidfeld          | Venturi         | 1:17.214 | +1.284     | 15      |
| 10   | 2   | Sam Bird               | Virgin Racing   | 1:17.233 | +1.303     | 10      |
| 11   | 6   | Oriol Servià           | Dragon Racing   | 1:17.502 | +1.572     | 13      |
| 12   | 10  | Jarno Trulli           | Trulli          | 1:17.660 | +1.730     | 9       |
| 13   | 66  | Daniel Abt             | Audi Sport ABT  | 1:17.885 | +1.955     | 14      |
| 14   | 27  | Jean-Éric Vergne       | Andretti        | 1:18.052 | +2.122     | 13      |
| 15   | 21  | Bruno Senna            | Mahindra Racing | 1:18.355 | +2.425     | 14      |
| 16   | 77  | Salvador Durán         | Amlin Aguri     | 1:18.701 | +2.771     | 12      |
| 17   | 88  | Antonio García         | China Racing    | 1:19.232 | +3.302     | 9       |
| 18   | 18  | Michela Cerruti        | Trulli          | 1:20.615 | +4.685     | 10      |
| 19   | 28  | Matthew Brabham        | Andretti        | 1:20.856 | +4.926     | 8       |
| 20   | 5   | Karun Chandhok         | Mahindra Racing | 1:22.910 | +6.980     | 7       |

## Clasificación

### Resultados
| Pos. | N.º | Piloto                 | Equipo             | Tiempo   | Diferencia | P. |
| ---- | --- | ---------------------- | ------------------ | -------- | ---------- | -- |
| 1    | 27  | Jean-Éric Vergne       | Andretti           | 1:15.408 |            | 1  |
| 2    | 99  | Nelson Piquet Jr.      | China Racing       | 1:15.530 | +0.122     | 2  |
| 3    | 8   | Nicolas Prost          | e.dams Renault     | 1:15.722 | +0.314     | 3  |
| 4    | 9   | Sébastien Buemi        | e.dams Renault     | 1:15.842 | +0.434     | 4  |
| 5    | 3   | Jaime Alguersuari      | Virgin Racing      | 1:16.053 | +0.645     | 5  |
| 6    | 11  | Lucas di Grassi        | Audi Sport ABT     | 1:16.108 | +0.700     | 6  |
| 7    | 10  | Jarno Trulli           | Trulli             | 1:16.144 | +0.736     | 7  |
| 8    | 21  | Bruno Senna            | Mahindra Racing    | 1:16.211 | +0.803     | 20 |
| 9    | 23  | Nick Heidfeld          | Venturi            | 1:16.225 | +0.817     | 8  |
| 10   | 66  | Daniel Abt             | Audi Sport ABT     | 1:16.374 | +0.966     | 9  |
| 11   | 5   | Karun Chandhok         | Mahindra Racing    | 1:16.416 | +1.008     | 10 |
| 12   | 6   | Oriol Servià           | Dragon Racing      | 1:16.811 | +1.403     | 11 |
| 13   | 55  | António Félix da Costa | Amlin Aguri        | 1:16.865 | +1.457     | 12 |
| 14   | 30  | Stéphane Sarrazin      | Venturi            | 1:17.025 | +1.617     | 13 |
| 15   | 88  | Antonio García         | China Racing       | 1:17.653 | +2.245     | 14 |
| 16   | 77  | Salvador Durán         | Amlin Aguri        | 1:17.810 | +2.402     | 15 |
| 17   | 18  | Michela Cerruti        | Trulli             | 1:20.206 | +4.798     | 16 |
| 18   | 2   | Sam Bird               | Virgin Racing      |          |            | 17 |
| 19   | 7   | Jérôme d'Ambrosio      | Dragon Racing      |          |            | 18 |
| 20   | 28  | Matthew Brabham        | Andretti Autosport |          |            | 19 |

## Carrera

### Resultados
| Pos. | N.º | Piloto                 | Equipo          | Vtas. | Tiempo/Retirado | P. | Puntos |
| ---- | --- | ---------------------- | --------------- | ----- | --------------- | -- | ------ |
| 1    | 9   | Sébastien Buemi        | e.dams Renault  | 31    | 49:08.990       | 4  | 25     |
| 2    | 99  | Nelson Piquet Jr.      | China Racing    | 31    | +0.732          | 2  | 18     |
| 3    | 11  | Lucas di Grassi        | Audi Sport ABT  | 31    | +2.365          | 6  | 15     |
| 4    | 10  | Jarno Trulli           | Trulli          | 31    | +4.163          | 7  | 12     |
| 5    | 3   | Jaime Alguersuari      | Virgin Racing   | 31    | +4.698          | 5  | 10     |
| 6    | 21  | Bruno Senna            | Mahindra Racing | 31    | +5.197          | 20 | 8      |
| 7    | 8   | Nicolas Prost          | e.dams Renault  | 31    | +6.514          | 3  | 6      |
| 8    | 7   | Jérôme d'Ambrosio      | Dragon Racing   | 31    | +7.567          | 17 | 4      |
| 9    | 6   | Oriol Servia           | Dragon Racing   | 31    | +8.646          | 11 | 2      |
| 10   | 23  | Nick Heidfeld          | Venturi         | 31    | +10.563         | 8  | 1      |
| 11   | 88  | Antonio García         | China Racing    | 31    | +10.594         | 14 |        |
| 12   | 18  | Michela Cerruti        | Trulli          | 31    | +19.617         | 16 |        |
| 13   | 5   | Karun Chandhok         | Mahindra Racing | 31    | +54.175         | 10 |        |
| 14   | 27  | Jean-Éric Vergne       | Andretti        | 29    | Engine          | 1  | 3      |
| 15   | 66  | Daniel Abt             | Audi Sport ABT  | 28    | Technical       | 9  | 2      |
| 16   | 77  | Salvador Durán         | Amlin Aguri     | 27    | +4 vueltas      | 15 |        |
| 17   | 28  | Matthew Brabham        | Andretti        | 26    | Collision       | 19 |        |
| Ret  | 30  | Stéphane Sarrazin      | Venturi         | 15    | Accident        | 13 |        |
| Ret  | 55  | António Félix da Costa | Amlin Aguri     | 6     | Engine          | 12 |        |
| Ret  | 2   | Sam Bird               | Virgin Racing   | 3     | Accident        | 18 |        |